# Villa Thuja
Die Villa Thuja liegt im Stadtteil Niederlößnitz der sächsischen Stadt Radebeul, in der Winzerstraße 61a.

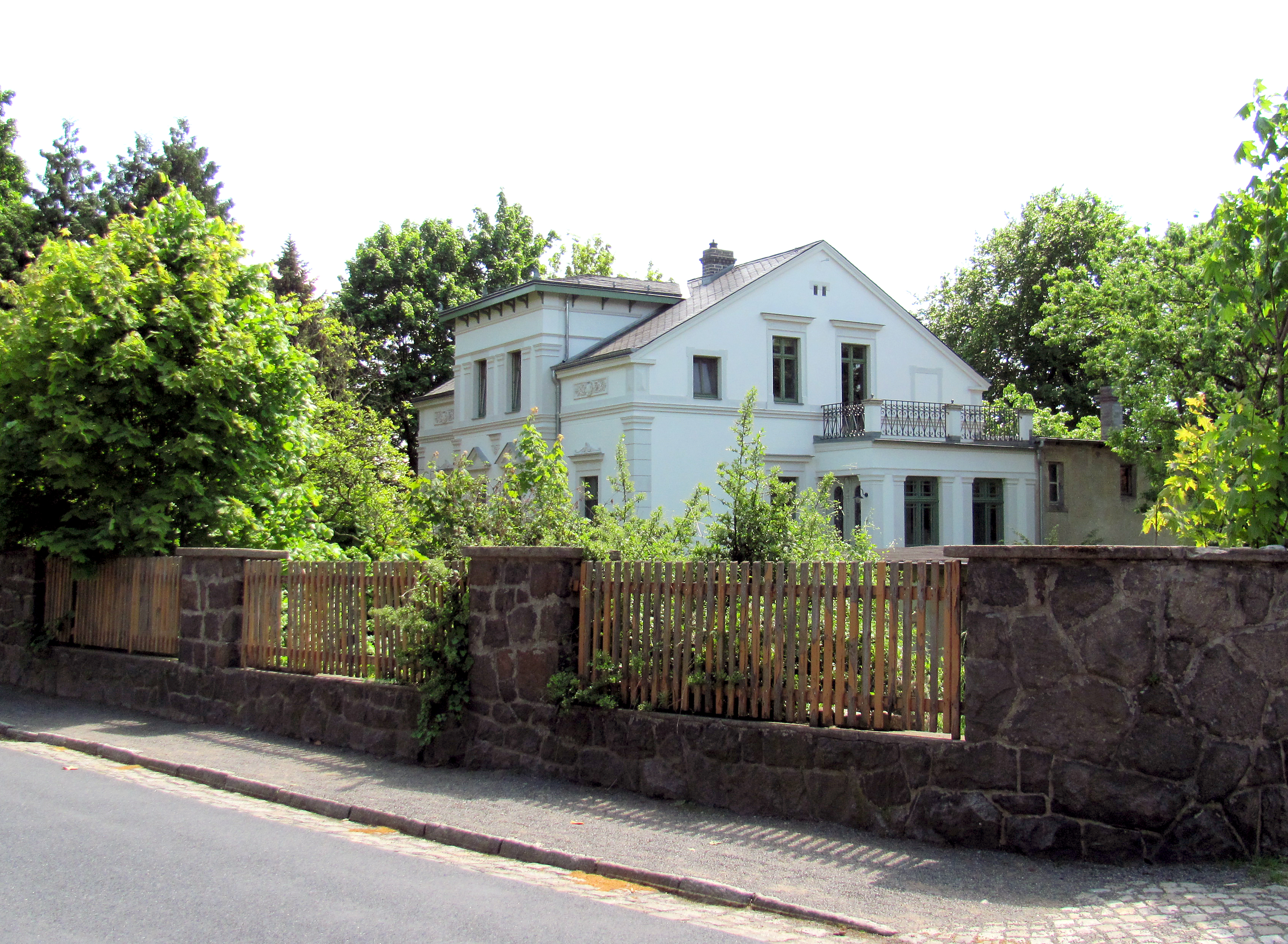
Villa Thuja

## Beschreibung
Die mitsamt Anbau, Garten und Einfriedung denkmalgeschützte Villa ist anderthalbgeschossig mit einem hohen Kniestock; obenauf hat sie ein schiefergedecktes, ausgebautes Satteldach. Die traufständige, vierachsige Straßenansicht sowie die Rückseite werden von einem zweigeschossigen, firsthohen Mittelrisalit mit Walmdach „dominiert“, wodurch sich in der Aufsicht auf den First ein Dachkreuz ergibt. In der rechten Seitenansicht befindet sich ein Eingangsvorbau mit Austritt obenauf. Auf der Rückseite steht ein zweigeschossiger Wirtschaftsanbau mit geringeren Geschosshöhen sowie einem Satteldach mit nur wenigen Grad Dachneigung, wodurch sich fast der Eindruck eines Flachdachs ergibt. Der „markante“ historisierende Stil verweist auf die Neorenaissance und den Neoklassizismus. Das Wohnhaus wird denkmalpflegerisch als „baugeschichtlich und künstlerisch bedeutend“ eingestuft.
Das auf einem verfugten Sockel mit kleinen Kellerfenstern stehende Gebäude zeigt „akzentuierend verwendete“ Putzgliederungen aus Gesimsen und genuteten Ecklisenen, Im Obergeschoss des Mittelrisalits stehen Pilaster; daneben im Drempel finden sich Ornamentfelder aus reichlich Stuck. Die Fenster werden von Sandsteingewänden eingerahmt, darüber unterschiedlich geformte Verdachungen.

## Geschichte
Die landhausartige Villa wurde 1890/91 wohl nach Plänen des Architekten Carl Käfer errichtet. Im Mai 1890 stellte der Kötzschenbrodaer Baumeister Theodor Clemens Hanke den Bauantrag für das Wohnhaus mit Seitenflügel; die Genehmigung erhielt er im Juli selbigen Jahres. Die Ingebrauchnahmegenehmigung erging am 12. November 1891.
Nach der politischen Wende wurde 1990 das Gebäude unter Schutz gestellt. 1996 begann die jahrelange aufwändige Instandsetzung, unter anderem beeinflusst durch eine Postkartenansicht aus dem Jahr 1912. Im Jahr 2016 folgte die Ergänzung des Denkmals durch den Garten als denkmalpflegerische Nebenanlage.

## Weitere Bauten von Baumeister Hanke

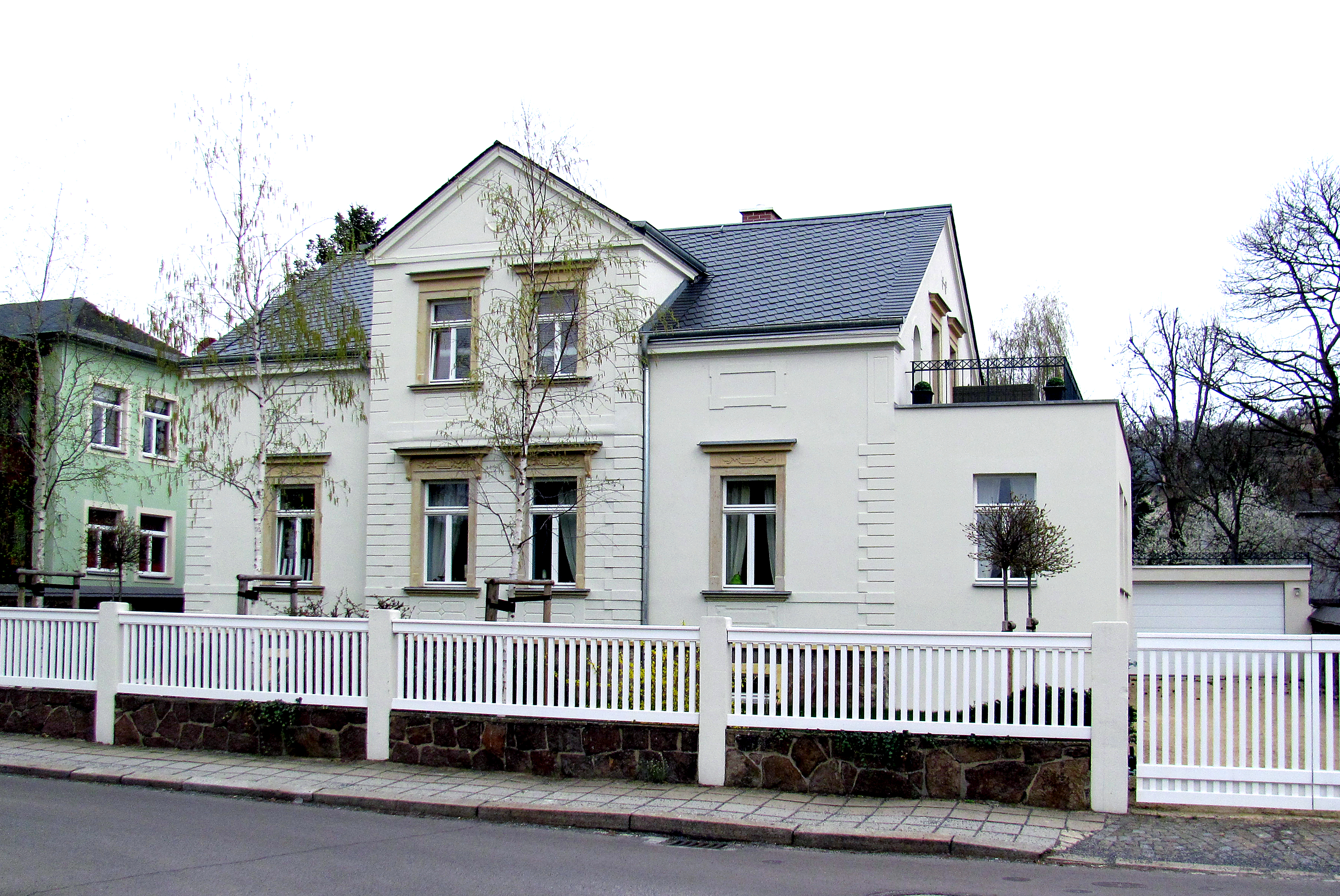
vergleiche Heinrich-Heine-Straße 6

- 1884–1886: Villa Nordstraße 4, Niederlößnitz
- 1886/1887: Villa Theodor Clemens Hanke in der Heinrich-Heine-Straße 6, Niederlößnitz (Entwurf Adolf Neumann)
- 1889–1891: Villa Susanne in der Dr.-Rudolf-Friedrichs-Straße 12, Niederlößnitz (Entwurf Carl Käfer)